# Inge van der Heijden
Pour les articles homonymes, voir Heijden.
Inge van der Heijden, née le 12 août 1999 à Schaijk est une coureuse cycliste néerlandaise, spécialisée dans le cyclo-cross.

## Biographie
Chez les juniors (moins de 19 ans), Inge van der Heijden termine sur le podium du championnat des Pays-Bas de cyclo-cross en 2016 et 2017. En 2018, elle devient championne des Pays-Bas de cyclo-cross espoirs (moins de 23 ans) pour sa première année dans la catégorie. Peu de temps après, elle obtient un contrat avec l'équipe professionnelle WaowDeals. En 2019, elle est sacrée championne du monde de cyclo-cross espoirs en battant ses compatriotes Fleur Nagengast et Ceylin Alvarado dans la dernière ligne droite. 
En août 2020, elle rejoint l'équipe de cyclo-cross 777 qui est affiliée à l'équipe sur route Ciclismo Mundial, renommée par la suite Fenix-Deceuninck. Courant chez les élites depuis la saison de cyclo-cross 2021-2022, elle gagne plusieurs petites courses UCI. Elle monte également sur le podium de plusieurs manches en Coupe du monde : troisième à Besançon en 2023 et deuxième à Zonhoven en 2024. En 2023, elle est quatrième du championnat d'Europe de cyclo-cross. De 2022 à 2024, elle figure trois fois de suite dans le top 10 aux championnats du monde.
Pendant la saison estivale, elle participe également à des courses sur route, son équipe l'utilisant principalement dans des courses avec dénivelé comme les classiques ardennaises, le Tour d'Italie ou le Tour de Suisse . En 2020, elle remporte sa première victoire, lors du Trophée des Grimpeuses en Belgique.

## Palmarès en cyclo-cross
- 2015-2016
  - Grand Prix Möbel Alvisse, Leudelange
  - 3e du championnat des Pays-Bas de cyclo-cross juniors
- 2016-2017
  - 2e du championnat des Pays-Bas de cyclo-cross espoirs
  - 2e du championnat des Pays-Bas de cyclo-cross juniors
- 2017-2018
  -  Championne des Pays-Bas de cyclo-cross espoirs
  - Cyclo Cross Huijbergen, Huijbergen
- 2018-2019
  -  Championne du monde de cyclo-cross espoirs
  - International Cyclocross Rucphen, Rucphen
  -  Médaillée d'argent du championnat d'Europe de cyclo-cross espoirs
  - 2e du Superprestige espoirs
  - 3e du championnat des Pays-Bas de cyclo-cross espoirs
  - 3e de la Coupe du monde espoirs
- 2019-2020
  -  Championne des Pays-Bas de cyclo-cross espoirs
  - 2e du classement général de la Coupe du monde espoirs
  - 2e du Superprestige espoirs
  - 4e du championnat d'Europe de cyclo-cross espoirs
  - 6e du championnat du monde de cyclo-cross espoirs
- 2020-2021
  - 4e du championnat du monde de cyclo-cross espoirs
- 2021-2022
  - 7e de la Coupe du monde
  - 9e du championnat du monde de cyclo-cross
- 2022-2023
  - Kleeberg Cross, Malines
  - OZ Cross Fayetteville, Fayetteville
  - 2e du Superprestige
  - 4e de la Coupe du monde
  - 6e du championnat d'Europe de cyclo-cross
  - 7e du championnat du monde de cyclo-cross
- 2023-2024
  - 4e du championnat d'Europe de cyclo-cross
  - 6e de la Coupe du monde
  - 9e du championnat du monde de cyclo-cross
- 2024-2025
  - Kleeberg Cross, Malines
  - Superprestige #8, Middelkerke
  - 3e du Superprestige
  - 4e du championnat du monde de cyclo-cross
  - 5e de la Coupe du monde de cyclo-cross

## Palmarès sur route

### Par années
- 2020
  - Trophée des Grimpeuses

### Résultats sur les grands tours

#### Tour d'Italie
1 participation
- 2023 : 35e

### Classements mondiaux
| Année                                 | 2018 | 2019 | 2020 | 2021 | 2022 | 2023 | 2024 |
| ------------------------------------- | ---- | ---- | ---- | ---- | ---- | ---- | ---- |
| Classement UCI                        | 544e | 702e | 288e | 955e | 811e | 767e | 652e |
| UCI World Tour                        | nc   | nc   | nc   | nc   | 226e | 275e | 201e |
|                                       |      |      |      |      |      |      |      |
| Légende : nc = non classéSource : UCI |      |      |      |      |      |      |      |